# Sunlight Foundation
La Sunlight Foundation est une organisation non partisane américaine en faveur du gouvernement ouvert. Elle a été fondée en avril 2006 avec pour objectif d'accroître la transparence du Congrès américain, du gouvernement fédéral et des exécutifs locaux. 